# Richard Hill (rugby à XV)
Vous lisez un « bon article » labellisé en 2010.
Pour les articles homonymes, voir Richard Hill et Hill.

a Compétitions nationales et continentales officielles uniquement.

b Matchs officiels uniquement.
Richard Anthony Hill, membre de l'Empire britannique, né le 23 mai 1973 à Dormansland dans le Surrey, est un joueur de rugby international anglais. Polyvalent, il évolue aussi bien au poste de troisième ligne aile qu'à celui de troisième ligne centre que ce soit en équipe nationale ou avec les Saracens avec qui il effectue l'intégralité de sa carrière en club.
Dès ses débuts avec l'équipe d'Angleterre, il devient un titulaire indiscutable et participe à toutes les compétitions du XV de la rose jusqu'à sa retraite forcée à la suite d'une entorse du genou gauche survenue à l'automne 2004. Il remporte trois Tournois des Six Nations, réalisant le Grand Chelem en 2003, mais le point culminant de sa carrière est la victoire lors de la Coupe du monde 2003 en Australie devant les tenants du titre australiens. Il participe également à trois tournées des Lions en 1997 en Afrique du Sud, en 2001 en Australie et en 2005 en Nouvelle-Zélande. Après une longue absence due à une blessure au genou, il fait son retour à la compétition fin 2006 avec les Saracens pour deux nouvelles saisons en club avant de mettre un terme définitif à sa carrière professionnelle le 10 mai 2008. Avec le club londonien, il remporte deux trophées : un titre de champion de seconde division anglaise en 1995 et une Coupe d'Angleterre en 1998.
Son grand gabarit et sa force font de lui le joueur le plus puissant des avants de l'équipe anglaise avec Martin Johnson. Outre sa polyvalence et sa force, il est également un joueur d'une grande constance qui délivre une performance de très haut niveau à chaque match joué. Par ses plaquages efficaces et dévastateurs, il réalise un travail de l'ombre qui profite à son équipe ; c'est pour cette raison qu'il reçoit le surnom de Silent Assassin - l'assassin silencieux.

## Carrière sportive

### Jeunesse et débuts avec les Saracens

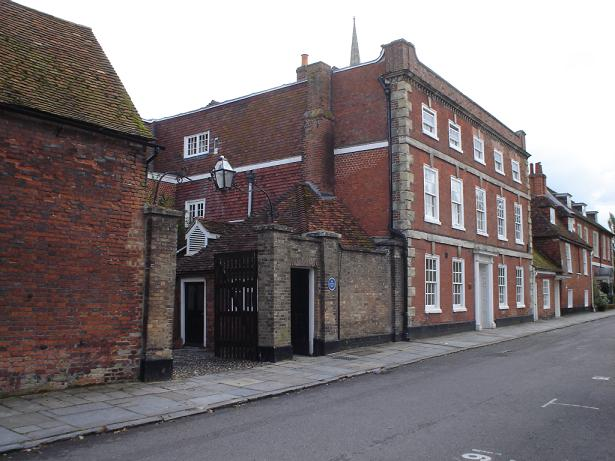
Richard Hill est scolarisé à la Bishop Wordsworth's School de Salisbury.

Né à Dormansland dans le comté de Surrey, Richard Hill est scolarisé à la Bishop Wordsworth's School, une grammar school située dans la ville de Salisbury. Il y découvre le rugby à XV et joue avec le club de la ville dans les équipes de jeunes jusqu'à ce qu'il termine son éducation secondaire avec l'obtention d'un A-level,. En 1991, il atteint avec son équipe la finale de la School Cup qu'il dispute à Twickenham contre l'équipe de Stratford-upon-Avon. Malgré la défaite 4 à 3, le jeune joueur réalise une très bonne prestation qui est remarquée par Elwyn Price venu repérer les jeunes joueurs prometteurs pour le compte du club de Bristol Rugby. En effet, Hill a 18 ans et arrive en âge de jouer pour une équipe senior. Étant donné la proximité géographique de Salisbury avec les deux villes de Bath et Bristol, il doit en toute logique rejoindre l'une de ces deux équipes voisines. Mais, le rugby à XV étant encore amateur à l'époque, Hill doit prendre en considération ses études pour choisir son club. Ni Bristol ni Bath ne lui proposent un cursus universitaire qui le satisfasse, alors il part étudier au West London Institute of Higher Education à Londres et s'engage avec le club des Saracens en 1993. Durant ses études, il partage un logement étudiant avec Andy Lee qui joue au poste d'arrière chez les Saracens.

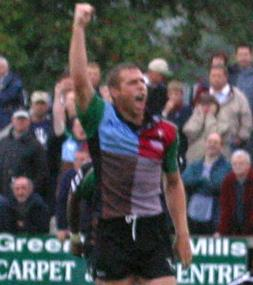
Tony Diprose occupe déjà le poste de numéro 8 lorsque Richard Hill arrive chez les Saracens.

À la suite d'une saison 1992-93 difficile et à une restructuration de la première division anglaise qui voit le nombre de clubs réduit de treize à dix, les Saracens sont rétrogradés en seconde division. Sa troisième ligne quitte le club pour continuer à jouer au plus haut niveau et Richard Hill saisit l'occasion. De formation troisième ligne centre, il joue à l'aile car Tony Diprose, bientôt international, occupe déjà le poste de numéro 8. Après deux années de purgatoire, le club londonien remporte le championnat de seconde division en 1995 et remonte donc dans l’élite. Mais la première saison en Courage League est difficile et le club termine avant-dernier avec cinq victoires pour treize défaites. En novembre 1995, Nigel Wray, un millionnaire britannique, devient le nouveau propriétaire du club. Cette arrivée s’accompagne de moyens financiers supérieurs qui permettent de recruter des joueurs de talents comme Michael Lynagh, Philippe Sella, Francois Pienaar et Kyran Bracken. Malgré cela, le club londonien ne finit qu'à la septième place du championnat et manque la qualification pour la Coupe d'Europe.

### Premières sélections en équipe nationale (1997-1999)

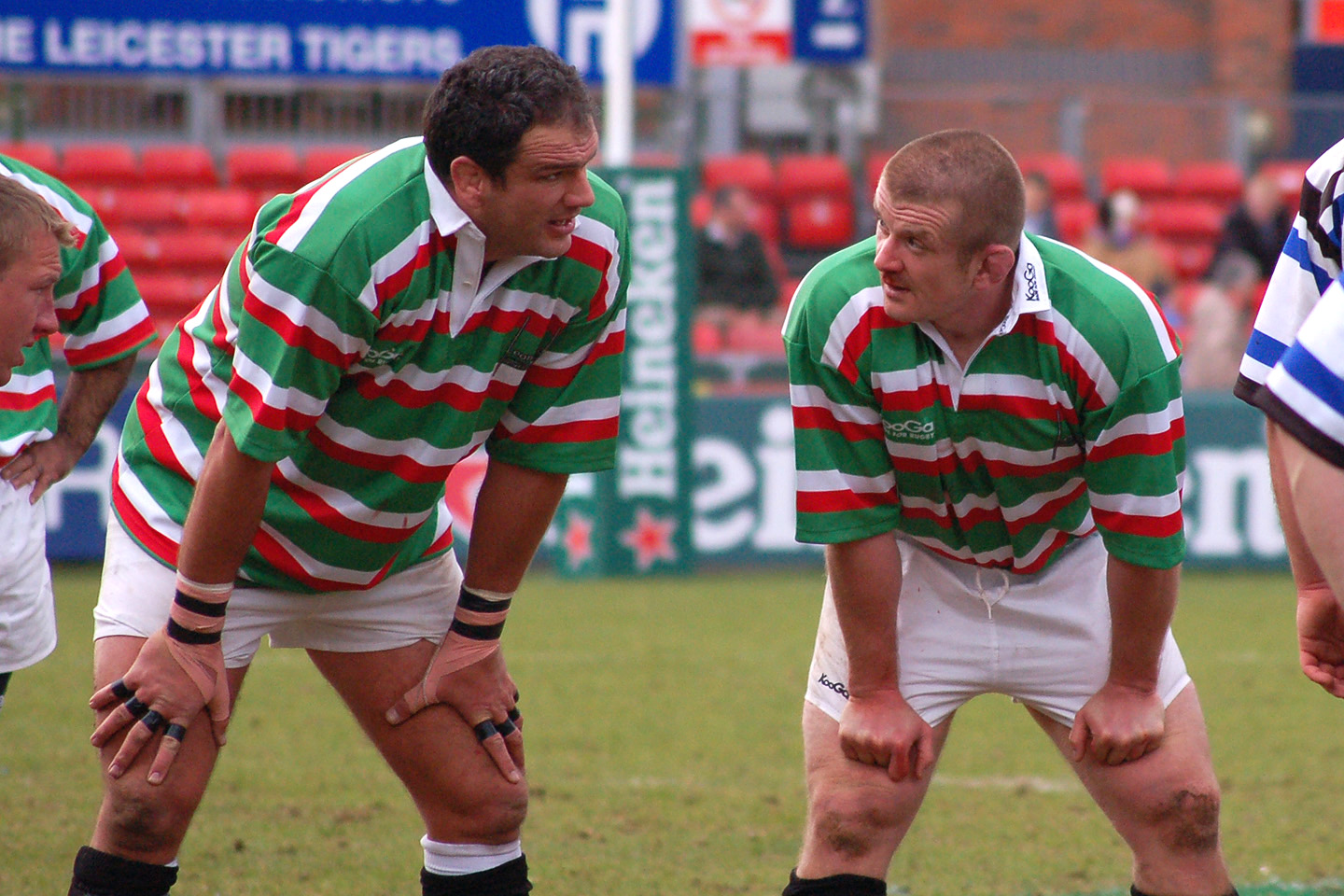
Martin Johnson et Graham Rowntree sont les partenaires de Richard Hill en équipe nationale mais ses adversaires en championnat.

L'année 1997 marque un tournant dans la carrière de Richard Hill car il obtient ses premières capes en sélections nationales. Il est d'abord appelé en équipe d'Angleterre pour la première fois contre l'Écosse dans le cadre du Tournoi des Cinq Nations, le 1er février 1997 au stade de Twickenham, pour jouer en tant que troisième ligne aile titulaire. Il a alors 23 ans. Les Anglais l'emportent 41-13 avec quatre essais de Will Carling, Phil de Glanville, Andy Gomarsall et un essai collectif. Lors du match suivant contre les Irlandais, le 15 février, il inscrit son premier essai international dans un match remporté 46-6 qui constitue la plus grosse défaite de l'Irlande dans l'histoire du Tournoi,. Le XV de la rose reçoit les Français à Twickenham. Il mène 20 à 6 à vingt minutes de la fin avant que les Bleus ne remportent le match 23-20 en inscrivant deux essais transformés par Laurent Leflamand et Christophe Lamaison et une pénalité de ce dernier. Malgré une victoire contre les Gallois lors de la dernière journée et un essai de Hill, les Anglais terminent à la seconde place derrière la France qui réalise le Grand Chelem. Ensuite, au mois de juin, Richard Hill participe à la tournée des Lions en Afrique du Sud. Il dispute deux des trois test matchs contre les Springboks, série remportée par deux victoires à une par les Lions. Juste après la tournée des Lions, le joueur des Saracens dispute avec l'Angleterre un test-match en Australie, le XV de la rose s'incline 25-6 contre les Wallabies. Il retrouve le XV anglais et l'Australie en novembre pour un match nul 15 partout avant de disputer deux rencontres contre les All Blacks et l'Afrique du Sud, toutes deux perdues sur les scores respectifs de 25-8 et 29-11. Une dernière rencontre contre les Néo-Zélandais est jouée début décembre ; elle se solde par un match nul 26 partout, au cours duquel Richard Hill marque le second essai de son équipe.
Au mois de février 1998, sa saison est écourtée en raison d'une blessure au dos. Après le quart de finale de la Coupe d'Angleterre contre Richmond, Hill ressent une vive douleur dans le dos qui l'oblige à s'allonger dans le bus lors du retour sur Londres. Les médecins diagnostiquent une hernie discale qui nécessite une opération chirurgicale et rend le joueur indisponible pour six mois mettant un terme à sa saison en club. Hill dispute donc très peu de matchs cette saison-là : six rencontres de championnat, trois en challenge européen et les deux premiers matchs du Tournoi des Cinq Nations 1998 contre la France et le pays de Galles. Il ne prend donc pas part à la belle fin de saison des Saracens qui terminent à la seconde place du championnat avec seulement trois défaites et échouent à seulement un point du champion, les Newcastle Falcons. Mais il manque surtout le point culminant de la belle saison du club londonien lors de leur large victoire contre les London Wasps en finale de la Coupe d'Angleterre sur le score de 48 à 18.

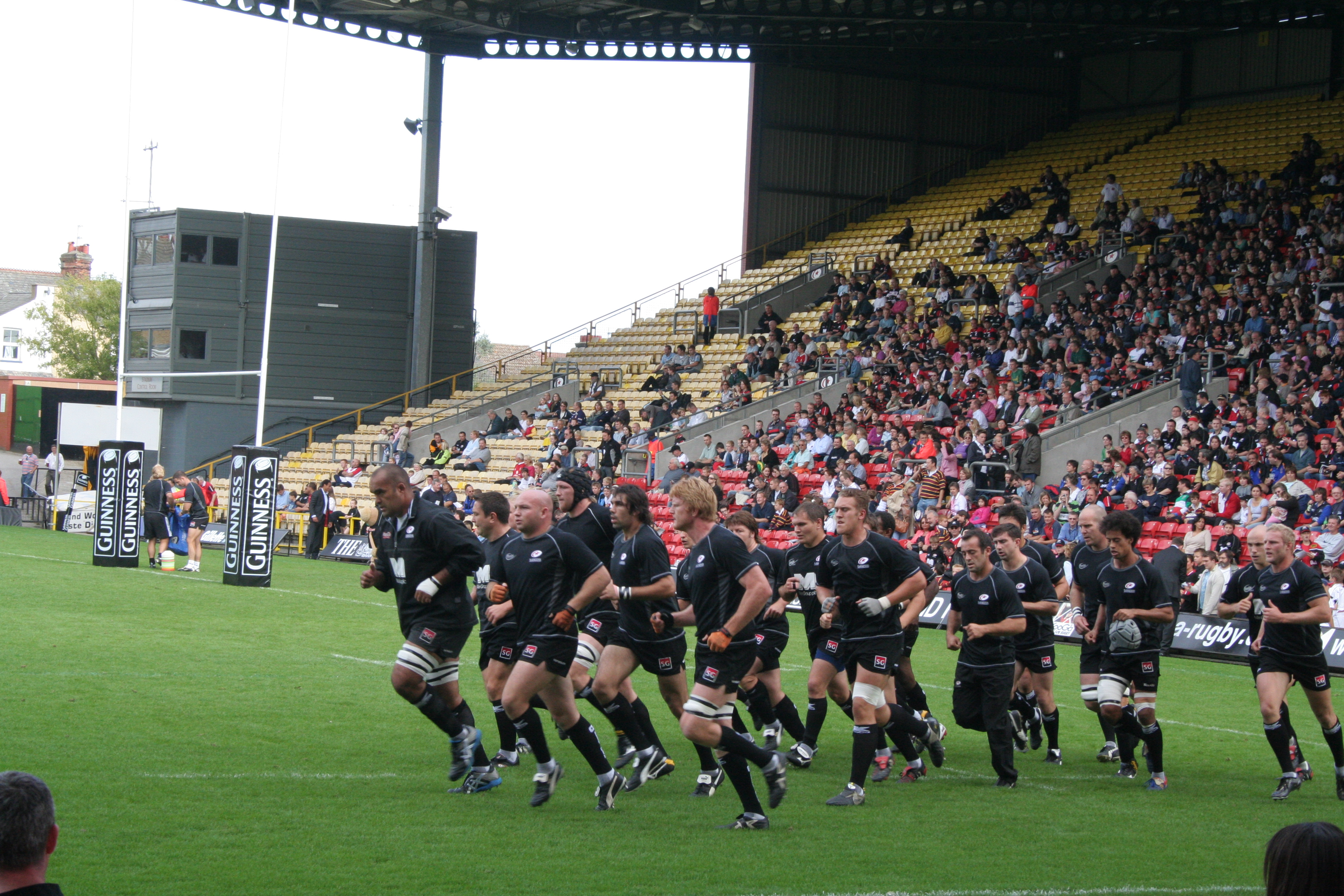
Les joueurs des Saracens à l'échauffement à Vicarage Road à Watford.

Le troisième ligne anglais fait son retour sur les terrains au début de la saison suivante lors du match contre les Northampton Saints. Les Saracens réalisent une bonne saison sans toutefois remporter de titre. Ils terminent à la troisième place du classement et sont éliminés en quart de finale de la Coupe par Newcastle. Bien que qualifié, le club ne dispute pas la Coupe d'Europe en raison du boycott de l'épreuve par les clubs anglais en signe de protestation contre son organisation. Le natif de Dormansland retrouve également le XV de la rose au mois de novembre à l'occasion des deux matchs de qualification pour la Coupe du monde contre les Pays-Bas et l'Italie. Il dispute ensuite les deux test matchs de la tournée d'automne contre l'Australie et l'Afrique du Sud. Puis, il est de nouveau titularisé pour tous les matchs du Tournoi des Cinq Nations 1999. Lors de cette édition, l'Angleterre perd un match crucial contre les Gallois, abandonnant d'un rien le gain du Tournoi aux Écossais. En effet, lors la dernière rencontre du Tournoi des Cinq Nations, Scott Gibbs échappe à six placages anglais pour inscrire un essai à la dernière minute. L'Angleterre est vaincue et le titre revient aux Écossais pour une meilleure différence de point d'une unité.
La saison 1999 se termine avec la Coupe du monde qui se déroule au Royaume-Uni. Durant l'été, Hill dispute les matchs de préparation contre les États-Unis et le Canada, marquant un essai lors du match contre les Américains. Il est titulaire et marque un essai lors du premier match en Coupe du monde, que l'Angleterre remporte 67-7 face à l'Italie. Il dispute ensuite le match de poule contre les All Blacks que les Anglais perdent largement sur le score de 30 à 16. Richard Hill joue le dernier match de poule contre les Tonga remporté facilement sur le score fleuve de 101 à 10 avec un nouvel essai à son crédit. À la suite du match de barrage remporté 45-24 face aux Fidji, le troisième ligne des Saracens et ses coéquipiers jouent en quart de finale contre l'Afrique du Sud. L'Angleterre perd le match 44-21 face aux champions du monde en titre et un Jannie de Beer en verve qui inscrit 34 points,. Les Anglais sortent prématurément de la compétition alors qu'ils évoluent en partie à domicile.

### Deux victoires dans le Tournoi (2000-2002)
La saison 1999-2000 est moyenne pour Hill et les Saracens. Le club londonien termine à la quatrième place en championnat à treize points des Leicester Tigers qui conservent leur titre. En Coupe d'Europe, le club anglais termine second de sa poule derrière le Munster et ne parvient pas à se qualifier pour les quarts de finale. Lors de la campagne européenne, Hill marque trois essais dont un doublé au cours de la double confrontation avec les Gallois de Pontypridd,. Le joueur anglais remporte tout de même un titre avec l'équipe d'Angleterre qui s'adjuge la première édition du Tournoi des Six Nations sans pour autant réaliser le Grand Chelem en raison de la défaite lors du dernier match contre l'Écosse. Le troisième ligne joue tous les matchs de la compétition et inscrit un essai contre les Gallois le 4 mars 2000 à Twickenham. Au mois de juin, il part en tournée en Afrique du Sud, participant à la victoire 27-22 contre les Springboks à Bloemfontein.

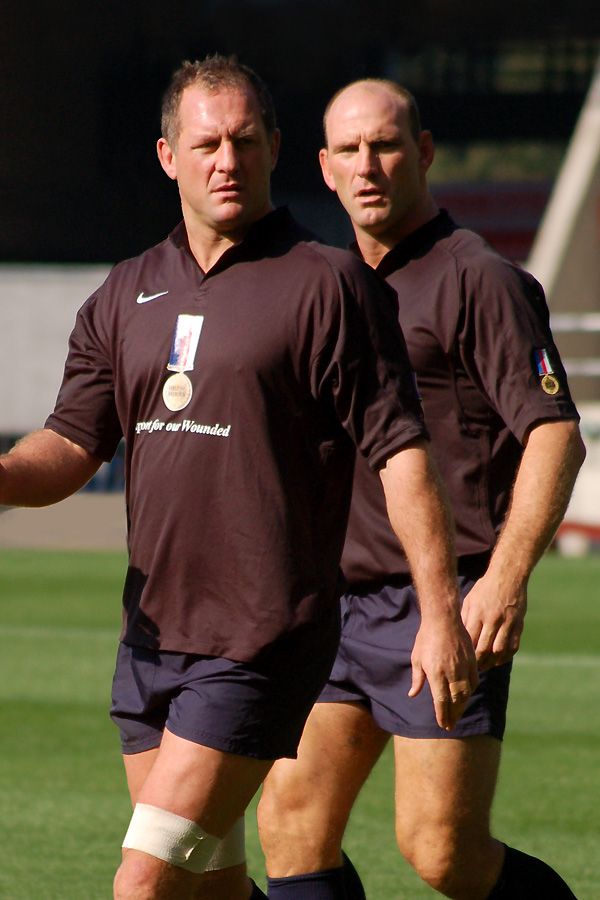
Lawrence Dallaglio, ici derrière Richard Hill, est son coéquipier en équipe nationale mais aussi son adversaire en club avec les London Wasps.

Lors de la saison 2000-2001, la troisième campagne européenne des Saracens, le club londonien est opposé dans sa poule aux équipes du Stade toulousain, de Cardiff et de l'Ulster. Hill marque de nouveau trois essais dont un doublé lors de la double confrontation avec l'Ulster. L'équipe anglaise remporte quatre de ses six matchs et termine à égalité de points avec Cardiff. Mais c'est le club gallois qui se qualifie pour les quarts de finale car il a remporté ses deux matchs de poule contre les Saracens. Dans le même temps, le club termine à la cinquième place du championnat et se qualifie pour le Zurich Championship, la phase de play-off introduite pour la première fois dans la compétition. Hill et ses coéquipiers sont éliminés au premier tour contre les Northampton Saints.
Au niveau international, Hill est sélectionné pour les trois matchs internationaux de la tournée de novembre, puis pour le Tournoi des Six Nations 2001. Après le match d'ouverture, gagné contre le pays de Galles, l'Angleterre bat nettement l'Italie. L'Angleterre remporte tous les matchs du Tournoi, dont celui contre la France qui subit sa plus lourde défaite dans le Tournoi avec un score de 48-19,. Hill inscrit un essai contre l'Écosse, puis un second contre la France sur une action individuelle. Les Anglais ne disputent pas la rencontre contre l'Irlande qui est reportée en octobre à la suite d'une épizootie de fièvre aphteuse. Entre-temps, le troisième ligne est retenu avec les Lions britanniques pour la tournée de juin en Australie. La sélection s'incline pour la première fois de son histoire contre les Wallabies avec deux défaites et une seule victoire,,. Hill ne dispute que les deux premiers test matchs car il est blessé lors du second en recevant un coup de coude dans la figure. La rencontre du Tournoi en retard, joué à Lansdowne Road est gagné par les Irlandais 20-14,. L'Angleterre et l'Irlande se retrouvent avec le même nombre de victoires mais les Anglais obtiennent le gain du Tournoi à la différence de points marqués. Hill enchaîne avec le groupe anglais pour jouer les matchs de novembre contre les Wallabies et les Springboks pour deux victoires 21-15 et 29-9 du XV de la Rose.
L'année suivante, le joueur natif de Dormansland participe à tous les matchs du Tournoi des Six Nations 2002. L'Angleterre gagne contre l'Écosse et l'Irlande, puis s'incline contre la France au stade de France. Les Anglais gagnent ensuite leurs deux derniers matchs contre le pays de Galles et l'Italie mais la France remporte le Grand Chelem. La saison en club du joueur anglais est mauvaise. Les Saracens terminent dixième du championnat avec quinze défaites en vingt-deux rencontres, évitant de peu la relégation. Par ailleurs, le club londonien est éliminé à domicile par Pontypridd en quart de finale du challenge européen. Hill ne remporte aucun trophée en club, et, côté international, le Grand Chelem se dérobe alors que les Anglais accumulent les bonnes performances sans toutefois aligner les cinq victoires nécessaires au bon moment. En novembre, le XV de la rose réalise une autre série de victoires importantes au cours de laquelle il bat les trois géants de l'hémisphère sud à Twickenham à une semaine d'intervalle : des victoires 31-28 contre les All Blacks, 32-31 contre les Wallabies et 53-3 contre les Springboks. Hill dispute les trois rencontres et marque un essai contre les Sud-Africains. Cette belle série prometteuse à moins d'un an de la Coupe du monde est un message fort envoyé à tous leurs adversaires.

### Grand Chelem et Coupe du monde en 2003
La saison 2002-2003 de Richard Hill et des Saracens est moyenne. Le club termine à la huitième place du championnat, manquant une nouvelle fois la qualification pour la Coupe d'Europe. En challenge européen, le club londonien atteint les demi-finales où il est éliminé de justesse par Bath. Les Saracens remportent le match aller 38 à 30 à domicile avant de s'incliner 27-19 au Recreation Ground. Sur l'ensemble des deux rencontres, les deux clubs sont à égalité mais c'est l'équipe de Bath qui va en finale pour avoir marqué plus de points à l'extérieur. Hill ne dispute que quatre des matchs de la campagne européenne : il marque un essai lors du quart de finale aller contre Newcastle mais ne joue pas la demi-finale.
Si la saison en club est stérile de titre, Richard Hill vit sa plus belle année en tant que joueur de la sélection nationale avec la conquête des deux titres majeurs de sa carrière. Il est à nouveau sélectionné pour participer au Tournoi des Six Nations. Lors du match d'ouverture en février 2003, l'Angleterre défait la France 25 à 17,, avec vingt points inscrits au pied par Jonny Wilkinson et un essai de Jason Robinson. La troisième ligne alignée est alors formée par Lewis Moody, Richard Hill et Neil Back, mais Moody se blesse. Au match suivant, Lawrence Dallaglio est retenu pour le remplacer mais il joue au poste de numéro 8 alors Hill glisse à l'aile. La sélection anglaise gagne ensuite contre le pays de Galles et contre les Italiens. Les Anglais sont efficaces et sérieux contre l'Écosse, s'imposant 40-9. Martin Johnson, Richard Hill et Steve Thompson luttent pour affaiblir le paquet d'avants écossais
et permettre au XV de la Rose de s'imposer et d'espérer. Dans le même temps, l'Irlande remporte elle aussi tous ses matchs, et, la rencontre entre les deux équipes à Lansdowne Road s'annonce alors décisive pour l'attribution du titre. L'Angleterre gagne largement 42 à 6, et remporte le Tournoi en réalisant le Grand Chelem, le premier pour le troisième ligne des Saracens et le seul de sa carrière.

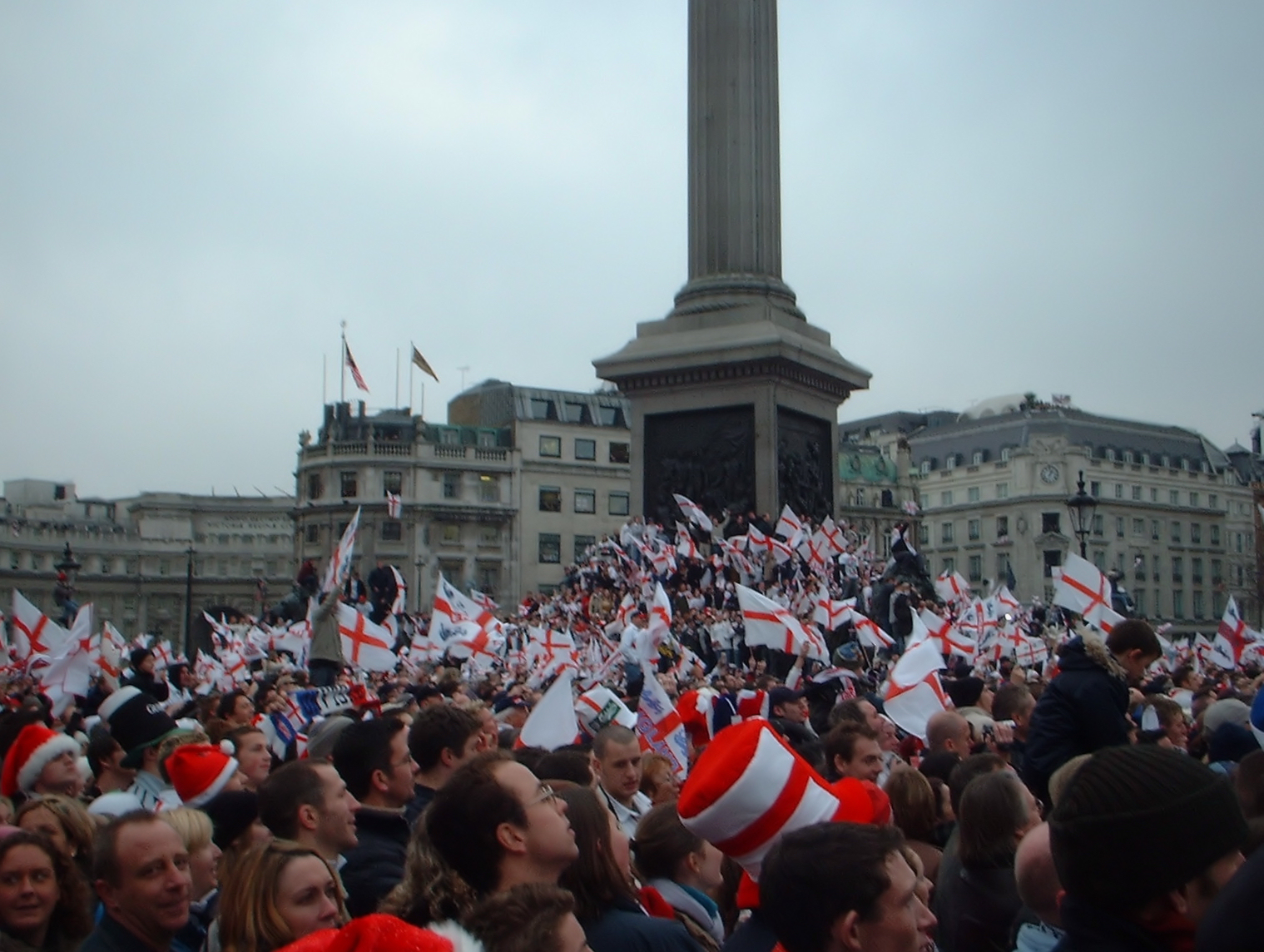
Célébrations à Trafalgar Square après la victoire de l'Angleterre en Coupe du monde.

Après le Tournoi, le XV de la rose effectue une tournée en juin dans l'hémisphère Sud. L'équipe affronte d'abord la Nouvelle-Zélande le 14 juin dans de mauvaises conditions climatiques et gagne 15-13. Le huit de devant est brillamment conduit par son capitaine, Martin Johnson. Les Anglais obtiennent une victoire 25 à 14 contre l'Australie la semaine suivante, remportant un doublé historique. L'Angleterre effectue un dernier match de préparation avant la Coupe du monde contre la France début septembre. Hill et ses coéquipiers surclassent les Français en marquant cinq essais pour une victoire 45 à 14.
Au mois d'octobre, l'Angleterre débute la Coupe du monde 2003 à Subiaco Oval et s'impose facilement 84-6 contre la Géorgie. Richard Hill se blesse aux ischio-jambiers au cours du match et ne retrouve le XV de la rose qu'en demi-finale contre la France. Les Bleus sont battus 24 à 7 avec un Jonny Wilkinson auteur de tous les points de l'équipe. Lors de la finale contre l'Australie, alors que les deux équipes sont à égalité 17 partout lors de la prolongation, Wilkinson passe un drop du pied droit à 26 secondes de la fin du temps réglementaire, assurant la première victoire de l'Angleterre en Coupe du monde,. Bien que certains, comme David Campese, dénoncent un style de jeu anglais « ennuyeux », l'Angleterre et Richard Hill décrochent la coupe Webb Ellis.

### Fin de carrière et blessures (2004-2008)

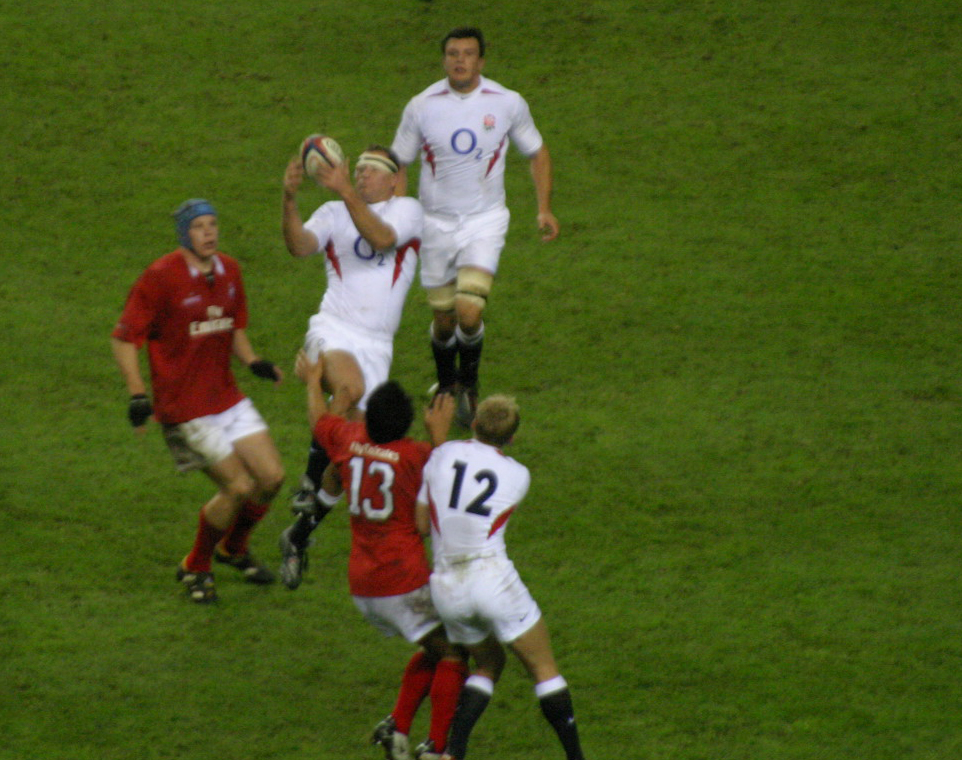
Richard Hill capte le ballon lors du match de célébration du titre mondial du XV de la rose contre les barbarians néo-zélandais.

Après la victoire en Coupe du monde, Richard Hill retrouve les Saracens dans le championnat anglais qui a déjà débuté depuis plus de deux mois. Il dispute son premier match de la saison fin novembre face aux Rotherham Titans contre qui il marque un essai. Puis il enchaîne avec le match retour du premier tour du challenge européen contre Rome où il réalise un doublé dans un match largement dominé par les Anglais. Il dispute ensuite un match avec le XV anglais champion du monde contre les Barbarians néo-zélandais dans le cadre de la célébration de leur victoire en Coupe du monde. Au cours de la rencontre, il s'éclate le nez dans un choc avec Troy Flavell. Cet accident le tient éloigné des terrains pendant six semaines. Il revient à la compétition pour le quart de finale retour contre l'AS Montferrand en challenge européen. Malgré la victoire 18 à 14, le club londonien est éliminé de la compétition sur l'ensemble des deux matchs. Hill rejoint ensuite l'équipe d'Angleterre pour le Tournoi des Six Nations 2004. Le XV de la rose débute par deux victoires contre l'Italie et l'Écosse mais il s'incline à domicile 13-19 contre l'Irlande. L'Angleterre perd une nouvelle fois 21-24 contre la France qui réussit le Grand Chelem. Le reste de la saison du joueur n'est pas meilleure puisque les Saracens terminent seulement à la dixième place en championnat. En fin de saison, il part en tournée au mois de juin avec le XV anglais qui affronte la Nouvelle-Zélande et l'Australie. Il prend part aux trois test matchs qui se soldent par de cuisantes défaites : 36-3 et 36-12 contre les All-Blacks, et 51-15 contre les Wallabies. Contre l'Australie, Hill marque l'un des deux seuls essais anglais lors de la tournée.
La saison suivante est le début d'une période noire pour le joueur. En effet, il se fait une entorse au genou gauche à l'automne 2004 lors du match de championnat contre les London Irish,. Cette blessure le tient éloigné des terrains pendant six mois. Il revient juste à temps pour être sélectionné pour sa troisième tournée avec les Lions en Nouvelle-Zélande. Mais lors du premier test match contre les All Blacks à Christchurch, il est victime d'une nouvelle entorse du genou gauche au bout de dix-huit minutes de jeu et doit quitter le groupe. À son retour en Angleterre, il est opéré des ligaments croisés antérieurs. Il est absent la totalité de la saison 2005-2006 et une infection retarde son retour jusqu'en octobre 2006. Pendant sa convalescence, il écrit son autobiographie Richard Hill : The Autobiography qui sort dans les librairies anglophones le 26 octobre 2006. Ces blessures à répétition le forcent à prendre sa retraite internationale mais il désire tout de même continuer sa carrière en club avec les Saracens.

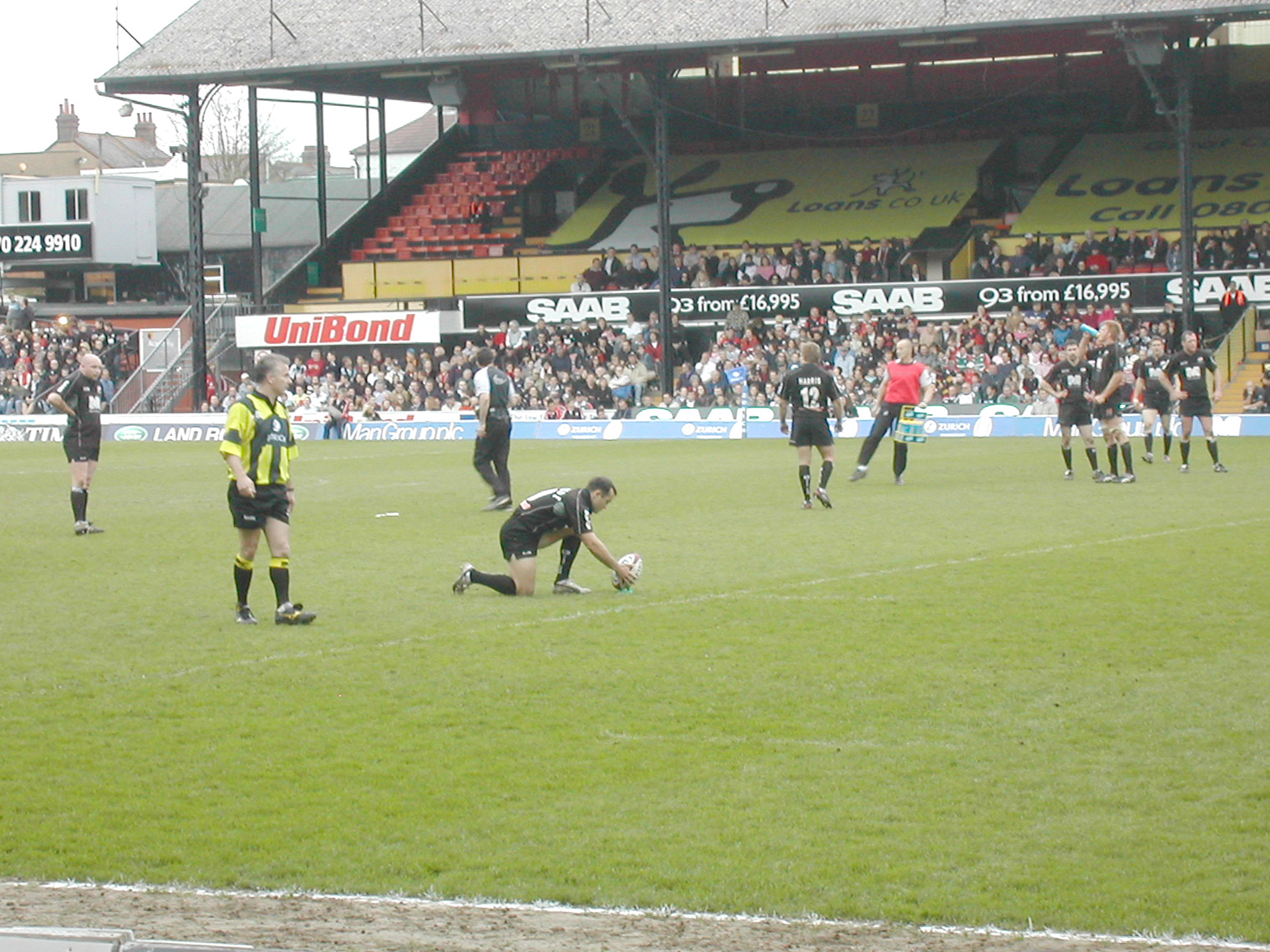
À Vicarage Road, sur cette tentative de but de Thomas Castaignède, Richard Hill apparaît à l'extrême droite.

Hill revient sur les terrains avec les Saracens le 1er décembre 2006 lors du match de poule contre les London Wasps comptant pour la Coupe anglo-galloise. Son retour est profitable à l'équipe qui remporte la rencontre 26 à 15 avec un essai du troisième ligne à la clé. Ce retour gagnant préfigure la bonne saison du club londonien qui atteint les demi-finales à la fois en challenge européen mais aussi en championnat. En compétition européenne, les Saracens terminent premiers de leur poule avec cinq victoires et un match nul et se qualifient pour la phase finale. Hill dispute trois des six matchs et marque un essai contre les Italiens de GRAN Parma. Après avoir éliminé les Glasgow Warriors en quart de finale, le club londonien retrouve Bath en demi-finale comme lors de l'édition 2002-2003. Les coéquipiers de Richard Hill s'inclinent de nouveau de justesse sur le score de 30 à 31 au bout d'un match très ouvert avec quatre essais marqués de chaque côté. En championnat, le club anglais termine à la quatrième place et obtient son ticket pour les play-off où il retrouve Gloucester en demi-finale. Le leader de la phase régulière est intraitable et la défaite est lourde sur le score de 50 à 9. Hill échoue de nouveau dans la conquête d'un titre avec son club. Pourtant, le directeur du rugby des Saracens est élogieux à son égard et estime qu'il a encore des chances de disputer la Coupe du monde 2007 tant il joue bien et fait preuve d'intelligence sur le terrain. Même si le troisième ligne de 33 ans est convié le 21 mars par Brian Ashton à s'entraîner avec l'équipe d'Angleterre, il ne désire pas porter de nouveau le maillot de la rose et n'est pas retenu dans le groupe qui dispute la Coupe du monde.
La saison suivante est la dernière du joueur anglais qui, au mois de janvier 2008, annonce qu'il prendra sa retraite en fin de saison. Qualifiés cette année-là pour la Coupe d'Europe, Hill et les Saracens obtiennent leur qualification pour les quarts de finale le 18 janvier 2008 en s'imposant 21 à 17 à Glasgow lors de la sixième journée. Hill quitte le terrain à la cinquante-deuxième minute fatigué, le corps meurtri et blessé. Le club londonien est opposé aux Gallois des Ospreys en quart de finale mais les deux clubs s'affrontent une première fois quinze jours avant lors de la demi-finale de Coupe anglo-galloise. Hill n'est pas rétabli pour le match et les joueurs de Neath-Swansea battent largement les Saracens 30 à 3. En revanche, le natif de Dormansland est apte à jouer la rencontre de H-cup lors de laquelle il réalise un match exemplaire,. Les Saracens prennent leur revanche en s'imposant 19 à 10 contre les Ospreys et accèdent pour la première fois à une demi-finale de la grande Coupe d'Europe,. Hill et ses coéquipiers sont opposés aux Irlandais du Munster qui gagnent la rencontre 18 à 16 à Watford au bout d'un match difficile et très serré,. Hill, qui espérait prendre sa retraite après une finale en Coupe d'Europe ou en championnat, doit se contenter du dernier match de championnat. En effet, les Saracens, huitième de la phase régulière, n'obtiennent pas de place en play-off. Le dernier match du troisième ligne anglais se joue donc le 10 mai 2008 à Watford contre Bristol, pour un dernier hommage à l'homme d'un seul club. Bien que son parcours en club ne lui ait pas apporté de titre majeur, il a été très heureux avec les Saracens et ne regrette pas d'être resté fidèle au club londonien pour lequel il a un attachement profond.

## Palmarès

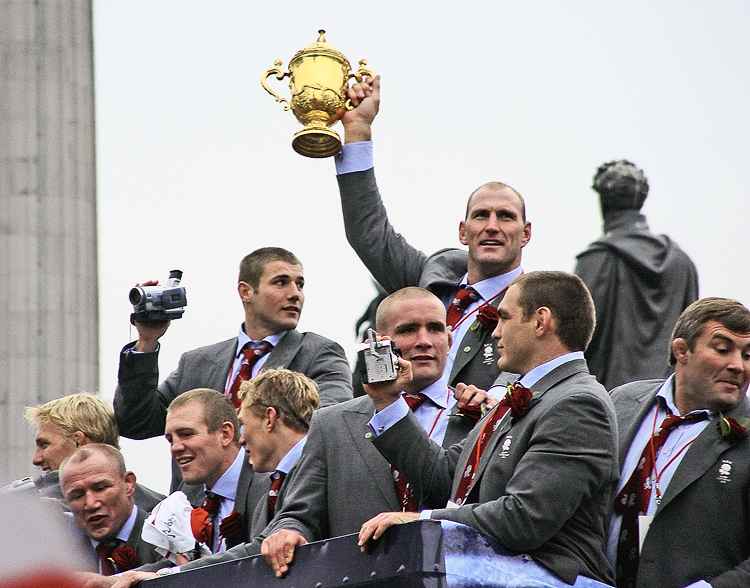
Triomphe pour les Anglais champions du monde en 2003.

Pendant sa carrière de joueur de rugby à XV professionnel, Richard Hill se construit un solide palmarès au niveau international avec l'équipe d'Angleterre, le titre de champion du monde 2003 restant l'exploit le plus retentissant de sa carrière.

### En club
Fidèle tout au long de sa carrière aux Saracens, Richard Hill n'obtient que deux titres dans son parcours en club. Il remporte la Coupe d'Angleterre en 1998 (sans disputer la finale) et il est champion de seconde division anglaise en 1995. En outre, il est vice-champion d'Angleterre en 1998, demi-finaliste du challenge européen en 2003 et 2007 ainsi que de la Coupe d'Europe en 2008.

### En équipe nationale
Richard Hill participe à deux Coupes du monde, avec un titre de champion du monde 2003 et une place de quart de finaliste en 1999. Il remporte également trois Tournois en 2000, 2001, 2003, le dernier en réussissant enfin à réaliser le Grand Chelem.

#### Coupe du monde
| Édition          | Rang               | Résultats Angleterre | Résultats R. Hill | Matchs R. Hill |
| ---------------- | ------------------ | -------------------- | ----------------- | -------------- |
| Royaume-Uni 1999 | Quart de finaliste | 3 v, 0 n, 2 d        | 3 v, 0 n, 2 d     | 5/5            |
| Australie 2003   | Champion du monde  | 7 v, 0 n, 0 d        | 3 v, 0 n, 0 d     | 3/7            |

Légende : v = victoire ; n = match nul ; d = défaite.

#### Tournoi
| Édition           | Rang | Résultats Angleterre | Résultats R. Hill | Matchs R. Hill |
| ----------------- | ---- | -------------------- | ----------------- | -------------- |
| Cinq Nations 1997 | 2    | 3 v, 0 n, 1 d        | 3 v, 0 n, 1 d     | 4/4            |
| Cinq Nations 1998 | 2    | 3 v, 0 n, 1 d        | 1 v, 0 n, 1 d     | 2/4            |
| Cinq Nations 1999 | 2    | 3 v, 0 n, 1 d        | 3 v, 0 n, 1 d     | 4/4            |
| Six Nations 2000  | 1    | 4 v, 0 n, 1 d        | 4 v, 0 n, 1 d     | 5/5            |
| Six Nations 2001  | 1    | 4 v, 0 n, 1 d        | 4 v, 0 n, 1 d     | 5/5            |
| Six Nations 2002  | 2    | 4 v, 0 n, 1 d        | 4 v, 0 n, 1 d     | 5/5            |
| Six Nations 2003  | 1    | 5 v, 0 n, 0 d        | 5 v, 0 n, 0 d     | 5/5            |
| Six Nations 2004  | 3    | 3 v, 0 n, 2 d        | 3 v, 0 n, 2 d     | 5/5            |

Légende : v = victoire ; n = match nul ; d = défaite ; la ligne est en gras quand il y a Grand Chelem.

## Statistiques

### En club
En quinze saisons passées avec les Saracens, Richard Hill dispute 288 matchs et marque ? points (? essais) toutes compétitions confondues. Il participe notamment à 19 matchs de Coupe d'Europe et 19 rencontres de challenge européen au cours desquels il marque respectivement 7 et 5 essais.

### En équipe nationale
En huit années, Richard Hill dispute 71 matchs avec l'équipe d'Angleterre au cours desquels il marque douze essais (60 points). Il participe notamment à huit Tournois des Cinq/Six Nations (35 matchs) et à deux Coupes du monde (1999, 2003) pour un total de huit rencontres disputées en deux participations,.

### Avec les Lions britanniques
Richard Hill participe à trois tournées avec l'équipe des Lions britanniques et irlandais, en 1997, 2001 et 2005, durant lesquelles il dispute dix rencontres. En particulier, il joue cinq test matchs : deux contre l'Afrique du Sud en 1997, deux contre l'Australie en 2001, un contre la Nouvelle-Zélande en 2005.

## Style, revenus et activités en dehors du rugby

### Style
Numéro 8 de formation, Richard Hill devient très vite un troisième ligne polyvalent pouvant jouer aussi bien au centre que sur l'aile côté ouvert et fermé. Son grand gabarit et sa force font de lui le joueur le plus puissant des avants de l'équipe anglaise avec Martin Johnson. Outre sa polyvalence et sa force, il est également un joueur d'une grande constance qui délivre une performance de très haut niveau à chaque match joué. Par ses plaquages efficaces et dévastateurs, il réalise un travail de l'ombre qui profite à son équipe ; c'est pour cette raison qu'il reçoit le surnom de Silent Assassin - l'assassin silencieux. Pour toutes ces raisons, il est un titulaire indiscutable et un joueur essentiel du XV de la rose et des Saracens. Son absence se fait toujours ressentir et le sélectionneur anglais Clive Woodward admet qu'il ne l'a jamais sorti du XV titulaire :

« J'ai sorti Back et Dallaglio, mais je n'ai jamais sorti Richard Hill de mon équipe de départ. Il joue aussi bien en 6, 8 ou 7, trois postes où la compétition est très forte. »

— Clive Woodward, BBC
Dès 1997, le natif de Dormansland est associé en équipe d'Angleterre à Neil Back et Lawrence Dallaglio en troisième ligne. Ils jouent 41 matchs ensemble du 22 novembre 1997 à Manchester contre les All Blacks au 22 novembre 2003 à Sydney contre les Wallabies. Cette troisième ligne est considérée comme l'une des toutes meilleures de l'histoire du rugby à XV à l'image de la troisième ligne des champions du monde 1987 néo-zélandais Alan Whetton, Wayne Shelford et Michael Jones ou de la troisième ligne française du milieu des années 1970 composée de Jean-Claude Skrela, Jean-Pierre Bastiat et Jean-Pierre Rives. Les médias anglais lui donnent d'ailleurs le surnom de Holy Trinity - la sainte trinité,.

### Reconnaissance et récompenses
Avec une carrière internationale brillante, Hill a reçu des récompenses individuelles et des marques de reconnaissance. Il est nommé membre de l'Empire britannique en 2004 pour avoir gagné la Coupe du monde avec l'équipe d'Angleterre. Dans le cadre des célébrations du centenaire du stade de Twickenham, il est intégré au Twickenham Wall of Fame, récompensant les cent meilleurs joueurs ayant marqué de leur empreinte l'histoire du stade, à l'occasion du test match entre l'Angleterre et la Nouvelle-Zélande du 21 novembre 2009,. Il est l'un des cinq champions du monde anglais à figurer dans cette liste en compagnie de Martin Johnson, Neil Back, Lawrence Dallaglio et Jason Robinson.

### Sponsors et cachets
La professionnalisation du rugby à XV démarre en 1995 avec Jonah Lomu en fer de lance. Elle se poursuit et s'accentue dans les années 2000. Les sportifs voient alors leur statut évoluer et le monde du rugby à XV bascule vers un business de plus en plus important. Richard Hill lui-même est d'ailleurs recruté par Nike et la campagne mondiale victorieuse de 2003 associée à un statut de vedette reconnue de la « planète Ovalie », lui permet de renégocier son contrat à la hausse.

### Autres activités, reconversion
À la suite de ses entorses répétées du genou gauche, Hill est opéré des ligaments croisés antérieurs. Il est absent la totalité de la saison 2005-2006 et une infection retarde son retour jusqu'en octobre 2006. Pendant sa convalescence, il écrit son autobiographie Richard Hill : The Autobiography qui sort dans les librairies anglophones le 26 octobre 2006. Deux ans plus tard, en raison de ses soucis de santé, il met fin à sa carrière de joueur et intègre l'encadrement des Saracens en s'occupant de l'équipe junior de rugby à sept du club deux jours par semaine. Puis il devient également directeur de la Saracens Sports Foundation qui a pour objectif d'améliorer la vie des enfants au travers du sport en général et du rugby à XV en particulier. Par exemple, en 2009, Hill participe activement à la campagne menée par la fondation dans les écoles pour apprendre aux enfants à identifier et repousser les formes de brutalités et d'intimidations. À l'été 2008, il est élu membre du conseil d'administration de la Rugby Football Union en remplacement de Simon Halliday. Il travaille également comme manager dans le montage d'affaires le reste du temps.